# Jana Krause
Jana Sadewasser (* 10. Juni 1987 als Jana Krause in München) ist eine ehemalige deutsche Handballtorfrau.
Sie begann im Alter von neun Jahren mit dem Handballspielen beim oberbayerischen SC Weßling, wo sie anschließend sechs Jahre lang spielte. Danach wechselte sie für ein Jahr zum TSV Ismaning und schloss sich 2003 dem Bundesligisten HC Leipzig an, wo sie auch ein Zweitspielrecht für den SV Union Halle-Neustadt besaß. Ab 2006 stand die 1,88 m große Torhüterin beim Bundesligisten 1. FC Nürnberg unter Vertrag, mit dem sie in der Saison 2006/07 und Saison 2007/08 die deutsche Meisterschaft errang. Im Sommer 2009 wechselte Krause zum Buxtehuder SV. Ab der Saison 2013/14 lief sie für den Thüringer HC auf. Im Sommer 2015 befand sie sich in einer Sportpause, nachdem bei ihr das Pfeiffersche Drüsenfieber diagnostiziert worden war. Nach der Saison 2018/19 beendete sie ihre Karriere. Im Januar 2020 gab Krause ihr Comeback für den THC, für den sie bis zum Saisonabbruch 2020 aktiv war.
Jana Krause absolvierte 39 Länderspiele für die Nationalmannschaft. Ihr Länderspieldebüt gab sie am 3. Juni 2007 in Paderborn gegen Tschechien. Mit Deutschland nahm sie an der Weltmeisterschaft 2013 teil.
Ende März 2009 begann sie an der Hochschule Ansbach das Bachelor-Studium International Management, einen Studiengang, der an der HS Ansbach angepasst und speziell für Spitzensportler konzipiert wurde.

## Erfolge
- Deutsche Meisterin 2007, 2008, 2014, 2015, 2016, 2018
- DHB-Pokalsiegerin 2019
- 4. Platz EM 2008
- Uni-Europameisterin 2007
- Schüler-Weltmeisterin 2004
- EHF Challenge Cup 2010